# Föckelberg
Föckelberg, ehemaliges Bergmannsdorf am Potzberg, ist eine Ortsgemeinde im Landkreis Kusel in Rheinland-Pfalz. Sie gehört der Verbandsgemeinde Kusel-Altenglan an.

## Geographie
Föckelberg liegt in der Westpfalz ungefähr zwischen 380 und 465 m ü. NHN. Der Gipfel des 562 Meter hohen Potzbergs mit dem 35 Meter hohen Potzbergturm liegt in der Gemarkung Föckelberg ebenso wie ein Teil des Wildpark Potzberg. Im Osten befinden sich Niederstaufenbach und Oberstaufenbach, südlich liegt Neunkirchen am Potzberg.

## Geschichte
Föckelberg taucht erstmals 1393 als „Fockelnberg“ in einem Wittumsbrief des Grafen Friedrich III. von Veldenz auf. Zu dieser Zeit gehörte Föckelberg zur Schultheißerei Reichenbach. Weitere Namensnennungen sind: 1460 Feckelnberg, 1482 Fuckelnberg, 1567 Feckelnbergk, 1571 Feckelburg, 1578 Feckelberg, 1588 Ferckelberg, 1593 Feckelberg, Anfang 17. Jh. Föckelburg, 1671 Vöckelberg und 1824 Föckelberg. Der Ortsname setzt sich zusammen aus dem Grundwort Berg und dem Personennamen Folkilo, abgewandelt Fockilo. Somit wird der Ortsname als „Berg des Fockilo“ gedeutet.
Auf Föckelberger Gemarkung wurde im 18. und 19. Jahrhundert Bergbau auf Zinnobererz betrieben. Es gab unter anderem folgende Gruben: Elisabethengrube (18./19. Jh.), Hütschbacher Werk (1782–1783), Faulborn und Hellewälterdöll (1785–1786), Freier Wille (etwa 1787 bis 19. Jahrhundert, Gewanne Hutschbach), Kaiserzug (1780–1788, Gewannen Faulenborn und Bösenborn), Davidskrone (1783 bis 19. Jahrhundert, Gewanne Davidskron-Lichtenkopf), Sebastiansgrube (1787–1788, Gewannen Am Turm und Haselrech) und Pottaschschürfwerk, St. Christian (1774–1789), Vogelacker (1787–1789, Gewannen Vogelacker und Horst), Josephskron (1774–1783, Gewanne Vogelacker), Kloppwald (1781–1789), Im Segen Gottes (1774–1777), Die Langehohl (1781). Viele dieser Gruben waren aufgrund geringer Ausbeute von nur kurzer Lebensdauer. Von den oben aufgezählten auf Föckelberger Gemarkung wurden 1807 nur noch die Elisabethengrube (ergiebigste Grube auf Föckelberger Gemarkung), Davidskrone und Freier Wille betrieben.
Föckelberg baute 1824 ein eigenes Schulhaus und erhielt einen eigenen Lehrer, nachdem die Schüler vorher die Schule in Neunkirchen am Potzberg besuchten. Als erster Lehrer in Föckelberg wirkte Jakob Braun, geboren auf der Ritschmühle bei Kusel. Da die Schule aus Gemeindemitteln erbaut worden war, besuchten sie sowohl die protestantischen als auch die katholischen Kinder. 1897 wurde das alte Schulhaus abgerissen und nach Plänen von Bezirksbaumeister Kleinhans ein neues Schulhaus als einstöckiger Lehrsaal errichtet und 1903 aufgestockt. Das Schulhaus wird heute als Dorfgemeinschaftshaus genutzt.
Föckelberg gehört zur evangelischen Pfarrei Neunkirchen am Potzberg und zur katholischen Pfarrei Reichenbach-Steegen. Im Jahre 1854 legte die Gemeinde Föckelberg einen eigenen Friedhof an, der bis heute genutzt wird.
In der Denkmaltopographie des Kreises Kusel wird zur Ausdehnung des Dorfes folgendes gesagt: „Der als Straßendorf angelegte Ort dehnte sich schon im 18. Jahrhundert etwa so weit aus wie heute, denn es finden sich größere Höfe dieser Zeit sowohl an seinem südlichen Ende (Brunnenstraße 3) wie auch am nördlichen (Eckstraße 9). Die spätere Bebauung hat lediglich zu einer größeren Verdichtung entlang der Straße geführt. Von diesen später hinzugekommenen Gebäuden besonders erwähnenswert ist ein eingeschossiges, einraumtiefes Tagelöhnerhaus beim Anwesen Vogelacker 6. Es besteht aus zwei nebeneinander angeordneten Räumen und hat einen kleinen, im rechten Winkel anschließenden Stall. Das winzige Anwesen, welches heute als Schafstall genutzt wird, entstand in der zweiten Hälfte des 19. Jh. Und führt die unvorstellbar einfachen Lebensverhältnisse mancher Dorfbewohner vor Augen.“
Die Kerwe wurde in früherer Zeit am dritten Wochenende im Oktober gefeiert, heute findet sie im Juli statt.
An ehemaligen Naturdenkmalen sind die "Kalescheiche" im Potzbergwald (heute Neupflanzung) und die drei „Hutbuchen“ am Nordeingang der Gemeinde zu nennen.

## Politik

### Bürgermeister
Benjamin Grund wurde im Juni 2024 zum Ortsbürgermeister von Föckelberg gewählt.
Sein Vorgänger war Frank Winter seit Juni 2019. Da bei der Direktwahl am 26. Mai 2019 kein Bewerber angetreten war, erfolgte die anstehende Wahl durch den Rat. Dieser entschied sich einstimmig für Winter und wählte ihn für fünf Jahre.
Winters Vorgänger Henning Pallmann hatte das Amt 14 Jahre ausgeübt, war 2019 aber nicht erneut angetreten.

### Wappen
Das Wappen der Ortsgemeinde Föckelberg ist von Gold und Schwarz gespalten. Rechts zeigt es auf grünem Dreiberg einen grünen Turm, links einen rotbewehrten, -bezungten und -bekrönten goldenen Löwen. Es verbindet in den pfälzischen Farben den Löwen der pfälzischen Linien Pfalz-Zweibrücken, Pfalz-Veldenz und Kurpfalz mit dem Hinweis auf den Potzberg in der Gemarkung Föckelberg als einen der markantesten Punkte in der Westpfalz. Das Wappen wurde am 20. November 1975 von den Bezirksregierung Neustadt genehmigt.

## Wirtschaft und Infrastruktur
Im Ort kreuzen sich die Kreisstraßen 34 (Hauptstraße) und 35 (Straße auf den Potzberggipfel). Im Südwesten befindet sich die Bundesautobahn 62. In Altenglan ist ein Bahnhof der Bahnstrecke Landstuhl–Kusel.

## Söhne und Töchter der Gemeinde
- Alois Kraemer (1899–1983), Politiker (CDU)